# Gyrographa
Gyrographa is een geslacht van schimmels in de familie Roccellaceae. De typesoort is Gyrographa gyrocarpa.

## Soorten
Volgens Index Fungorum bevat het geslacht drie soorten (peildatum december 2023):
| Soortnaam             | Auteur(s)              | Publicatiejaar |
| --------------------- | ---------------------- | -------------- |
| Gyrographa gyrocarpa  | (Flot.) Ertz & Tehler  | 2014           |
| Gyrographa nigrofusca | Jagad. Ram             | 2016           |
| Gyrographa saxigena   | (Taylor) Ertz & Tehler | 2014           |